# Sörtecsápúholyva-formák
A sörtecsápúholyva-formák (Habrocerinae) a rovarok (Insecta) osztályában  a holyvafélék (Staphylinidae) családjának kis fajszámú alcsaládja. Két nembe tartozó 22 fajt sorolnak ezen alcsaládba, Magyarországon egy fajuk található meg.

## Elterjedésük
A fajok nagyobb része Észak- és Dél-Amerika terükletén fordul elő. Az Óvilágban 3, Magyarországon egy fajuk él.

## Jellemzőik
Kis méretű (4–5 mm), a fürgeholyvaformákra emlékeztető holyvák. Testük csónakszerű, a szárnyfedőknél a legszélesebb. A csáp utolsó 3-11 íze vékony, sörte-szerű. A hátulsó lábaknak combfedője van.

## Életmódjuk
Fás, erdős területeken találhatóak meg. Az imágók nedves avarban, fakéreg alatt, komposztban fordulnak elő, ahol valószínűleg gombafonalakkal táplálkoznak.

## Rendszerezés
Két nemet sorolnak ide:
Habrocerus (Erichson, 1839)
Nomimocerus (Coiffait & Saiz, 1965)

## Magyarországon előforduló fajok
Közép-Európában csak egy fajuk él:
Közönséges sörtecsápúholyva (Habrocerus capillaricornis) (Gravenhorst, 1806)

## Fordítás
- Ez a szócikk részben vagy egészben  a   Habrocerinae című orosz Wikipédia-szócikk fordításán alapul.  Az eredeti cikk szerkesztőit annak laptörténete sorolja fel. Ez a jelzés csupán a megfogalmazás eredetét és a szerzői jogokat jelzi, nem szolgál a cikkben szereplő információk forrásmegjelöléseként.